# Lypsimena strandiella
Lypsimena strandiella är en skalbaggsart som beskrevs av Stefan von Breuning 1943. Lypsimena strandiella ingår i släktet Lypsimena och familjen långhorningar. Inga underarter finns listade i Catalogue of Life.